# Assemblea spirituale
Assemblea spirituale è il nome dato da 'Abdu'l-Bahá all'organo amministrativo elettivo della religione bahai, la fede fondata da Bahá'u'lláh.

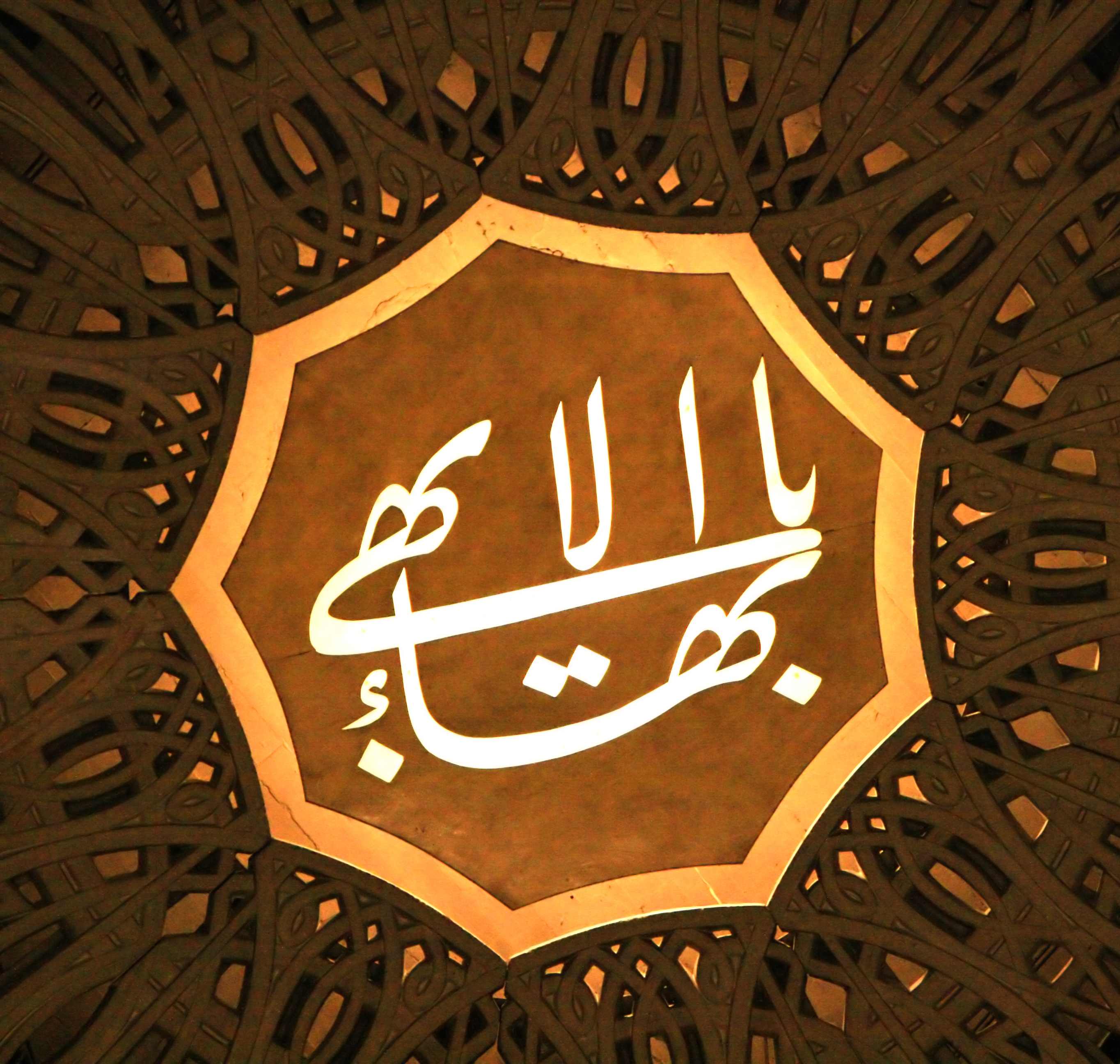
Simbolo del Più Grande Nome

Poiché la religione bahai non ha un clero la sua guida e leadership spetta alle Assemblee Spirituali, sia locali che nazionali. Assemblee che in futuro prenderanno il nome di "Case di Giustizia", locali o nazionali, così com'è chiamato oggigiorno l'Organo Mondiale che guida i credenti baha'i locati in qualsiasi luogo del nostro pianeta, cioè la: Casa Universale di Giustizia.

## Funzioni
Bahá'u'lláh, 'Abdu'l-Bahá e Shoghi Effendi, le figure centrali della fede, hanno stabilito le modalità elettorali, la natura e i compiti delle Assemblee Spirituali.
Poiché le  Assemblee Spirituali, o future Case di Giustizia, sono previste dai testi sacri bahai, esse sono considerate avere un'origine divina.
La Casa Universale di Giustizia ha scritto che le Assemblee Spirituali Locali sono, fra l'altro, "strumenti di guida divina poiché, pianificano l'insegnamento, sviluppano le risorse umane, costruiscono le comunità e guidano le moltitudini".
Sul piano pratico le Assemblee Spirituali organizzano la corrispondente Comunità locale bahai e gli eventi che la riguardano, consigliano e assistono i bahai, sviluppano dei programmi educativi per adulti e giovani, fanno conoscere la Fede bahai a livello locale, incoraggiano dei progetti per lo sviluppo sociale ed economico del posto, in base alle loro forze.
Le Assemblee Spirituali Nazionali coordinano le attività delle Assemblee Spirituali Locali, intrattengono rapporti con le Istituzioni amministrative e governative del Paese, coordinano la pubblicazione e la distribuzione della stampa e delle opere letterarie bahai, forniscono a livello nazionale programmi e servizi educativi e sovrintendono la Comunità nazionale bahai.

## Assemblee spirituali locali
Le fondamenta istituzionali delle "Assemblee Spirituali" o future "Case di Giustizia" si trovano nel Kitáb-i-Aqdas di Bahá'u'lláh.
Il Kitáb-i-Aqdas ne ha indicato il nome, il numero dei componenti in nove, numero che corrisponde al mistico valore del lemma Baha, e la loro funzione, diretta alla cura delle genti.
Nel Kitáb-i-Aqdas Bahá'u'lláh descrive le funzioni della Casa Universale di Giustizia
Il primo nucleo consultivo formale bahai fu costituito sotto la direzione di 'Abdu'l-Bahá dalla Mano della Causa Ḥají Ákhúnd a Teheran nel 1897, e dal 1899 divenne un organo elettivo. Quell'organo, di cui non c'è stato tramandato un appellativo specifico, svolse funzioni di coordinamento per le attività locali e nazionali.
Lo sviluppo della Comunità bahai negli Stati Uniti a partire dal 1890 portò alla creazione di organi consultivi per la gestione degli affari inerenti alla Fede bahai.
Nel 1899 i bahai di Chicago elessero un Consiglio locale seguendo le linee guida indicate nel Kitáb-i-Aqdas.
Nel dicembre del 1900 i bahai di New York elessero un organismo analogo.
Nel 1901 il Consiglio di Chicago prese poi il nome di  Casa di giustizia dei Bahai di Chicago.
A plauso di ciò 'Abdu'l-Bahá inviò tre tavole di incoraggiamento e di guida per questi Consigli allegando delle preghiere da recitare all'inizio e alla fine dei loro incontri, amministrativi o spirituali, preghiere che tuttora sono recitate dai Bahai di tutto il mondo in occasione delle loro riunioni in Assemblea spirituale.
Nel 1902 'Abdu'l-Bahá invitò i bahai di Chicago a chiamare il proprio Consiglio "Assemblea Spirituale" per evitare equivoci interpretativi sulla precedente denominazione, in quanto le denominazioni di Case di Giustizia poteva far pensare a un organismo politico-giudiziario.
Da allora tutti gli organismi direttivi locali dei bahai sono chiamati  Assemblee Spirituali.

## Assemblee spirituali nazionali

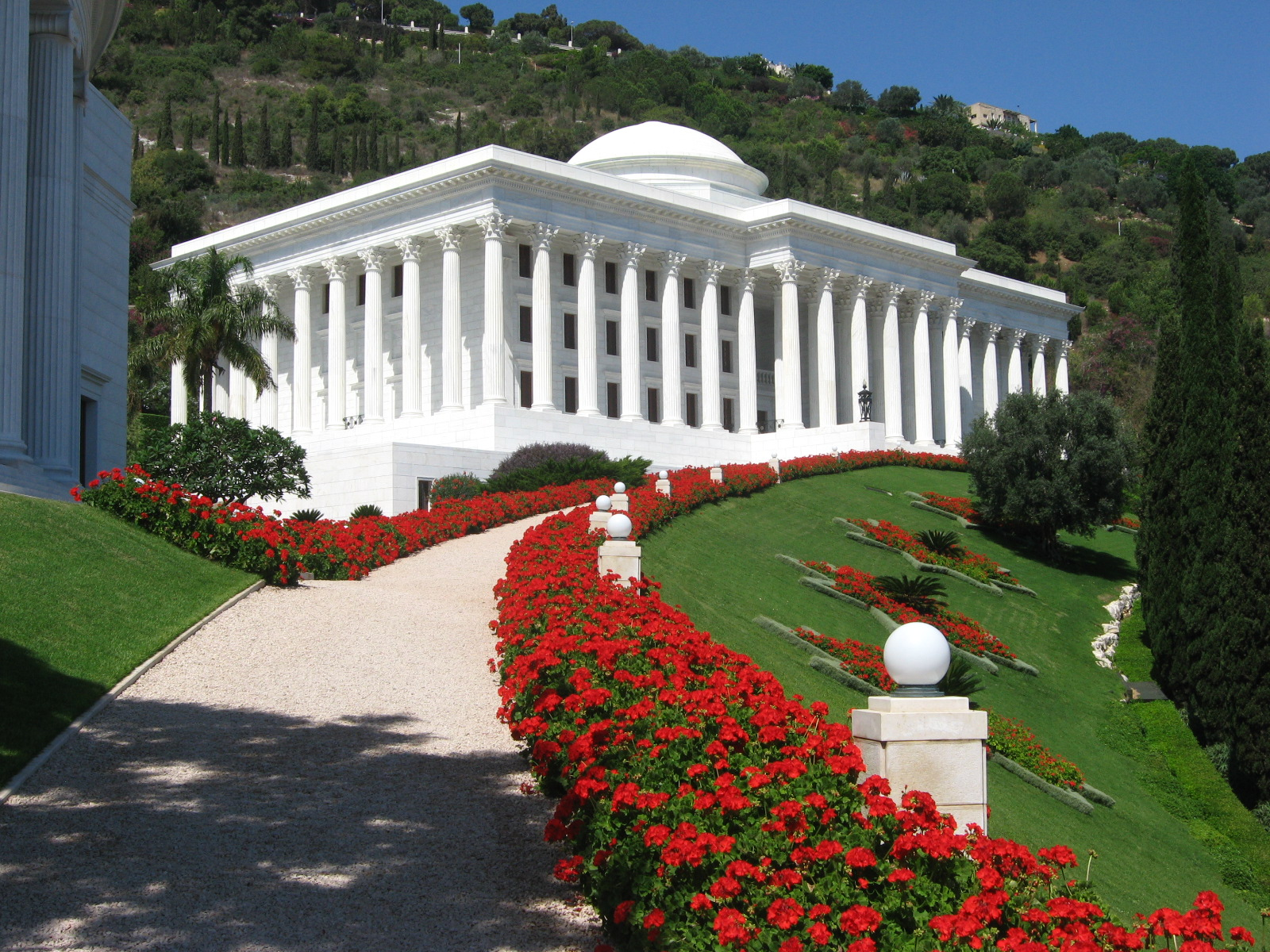
Casa Universale di Giustizia Bahai, Haifa

Le  Assemblee Spirituali Nazionali sono state evocate per la prima volta nel testamento di `Abdu'l-Bahá, anche se alcune erano già state costituite informalmente prima che quel testamento fosse divulgato a tutta la Comunità nel 1922.
Nel 1909 Hippolyte Dreyfus nel suo: La religione universale Bahai, suo sviluppo e significato sociale, scrisse dettagliatamente sul ruolo delle Case Nazionali di Giustizia, come si chiamavano allora le odierne Assemblee Nazionali.
Nello stesso anno i Bahai degli Stati Uniti e del Canada elessero nove membri dell'Executive Committee per il  Tempio bahai dell'Unità, un organo consultivo continentale costituito inizialmente per organizzare la costruzione del tempio bahai di Wilmette in Illinois
Successivamente l'Executive Committee del  Tempio bahai dell'Unità nominò dei comitati per la pubblicazione e il controllo della letteratura bahai, e per il coordinamento e diffusione della Fede bahai nel Nord America
Dopo il trapasso di 'Abdu'l-Bahá, novembre 1921, l'Executive Committee svolse anche altre funzioni nel coordinamento nazionale delle varie attività bahai.
Il 5 marzo 1922 Shoghi Effendi con una lettera inviata a tutti i Bahai del mondo li invitò a eleggere le relative  Assemblee Spirituali Nazionali attraverso una processo elettorale  indiretto, ossia eleggendo dei delegati locali (sempre senza candidatura né propaganda) che avrebbero poi eletto a loro volta i nove membri dell'Assemblea Spirituale nazionale di competenza.
Le Assemblee Spirituali nazionali sono costituite da nove membri come le Assemblee Spirituali Locali. Le elezioni avvengono annualmente in occasione della festa del Ridván, 21 aprile-2 maggio.
Tutte le elezioni bahai avvengono in un sereno clima di spiritualità e preghiera, dov'è rigorosamente bandita ogni forma diretta o indiretta di campagna elettorale, e altrettanto qualsiasi eccesso polemico o battibecco. Tipologie di assolutismi che non sono accetti in qualsiasi attività baha'i, e vengono sostituiti in tutte le questioni istituzionali dalla: "consultazione"; una parola e una funzione talmente fondamentale in ogni frangente da essere considerata 'sacra'; essendo proprio dalla serena e franca consultazione che sorge normalmente la soluzione più corretta o più giusta per ogni tipo di problema, una 'scintilla' luminosa che guida, chi vi si attiene nel giusto rispetto, amando le diverse ma interessanti opinioni, rendendo così tutti i partecipanti operosi nel valutare la realtà o verità, per risolverne assieme e al meglio i problemi inerenti.
I membri eletti delle Assemblee Spirituali Nazionali (di tutto il mondo) costituiscono il corpo elettorale della Casa Universale di Giustizia, il supremo organo di governo della Fede bahai con sede ad Haifa, Israele.